# Duparquetia orchidacea
Duparquetia orchidacea je druh rostliny z čeledi bobovité a jediný zástupce rodu Duparquetia i nové podčeledi Duparquetioideae, publikované v roce 2017. Je to dřevnatá liána, rostoucí v tropických deštných lesích rovníkové Afriky. Má zpeřené listy a zajímavě tvarované, orchidejovité květy uspořádané ve vrcholových hroznech. Plodem je dřevnatý lusk.

## Popis
Duparquetia orchidacea je beztrnná dřevnatá liána s lichozpeřenými listy, složenými zpravidla ze 3 párů vstřícných lístků. Na řapíku i vřeteni listu nejsou vyvinuty žlázky. Palisty jsou postranní, volné. Květy jsou oboupohlavné, dvoustranně souměrné, uspořádané ve vrcholovém, vzpřímeném, plstnatém hroznu. Svým vzhledem připomínají květy některých orchidejí. Kalich je složen ze 4 nestejných lístků, z nichž 2 postranní laloky jsou petaloidní a zbývající zelené a kápovité. Koruna je složena z 5 volných lístků, z nichž 2 spodní jsou podlouhlé a drobné, zatímco postranní a horní jsou vejčité až kopinaté. Tyčinka jsou 4, s velmi krátkými nitkami. Semeník je stopkatý, tvořený jediným plodolistem obsahujícím 2 až 5 vajíček. Plodem je zploštělý, čtyřhranný, podlouhle kopinatý lusk pukající 2 svinujícími se chlopněmi. Obsahuje 2 až 5 semen.

## Rozšíření
Druh je rozšířen v rovníkové Africe v oblasti Guinejského zálivu od Libérie po Angolu. Roste zpravidla v tropickém deštném lese jako liána dosahující korunního patra pralesa.

## Taxonomie
Rod Duparquetia byl v minulosti řazen do tribu Cassieae v rámci podčeledi Caesalpinioideae. V komplexní fylogenetické studii bobovitých, publikované v roce 2017, je tribus Cassieae rozčleněn celkem do 4 podčeledí, z nichž 3 jsou zcela nové. Rod Duparquetia se tak ocitá v monotypické podčeledi Duparquetioideae, která představuje jednu z bazálních větví bobovitých.
Rostlina má některé unikátní morfologické znaky, které dokládají její izolovanou pozici v rámci bazálních větví bobovitých. Je to zejména neobvyklá stavba květů, unikátní morfologie pylu a nepřítomnost dvůrkatých ztenčenin (vestured pits) ve struktuře dřeva.